# Tipula canakkalensis
Tipula canakkalensis är en tvåvingeart som beskrevs av Günther Theischinger 1987. Tipula canakkalensis ingår i släktet Tipula och familjen storharkrankar. Inga underarter finns listade i Catalogue of Life.